# Олег Сватек
Олег Сватек (3 лютого 1888, Доморадице — 1 жовтня 1941, Прага) — чехословацький генерал, учасник Чехословацького легіону під час 1-ї світової війни. Був страчений гітлерівцями.

## Біографія

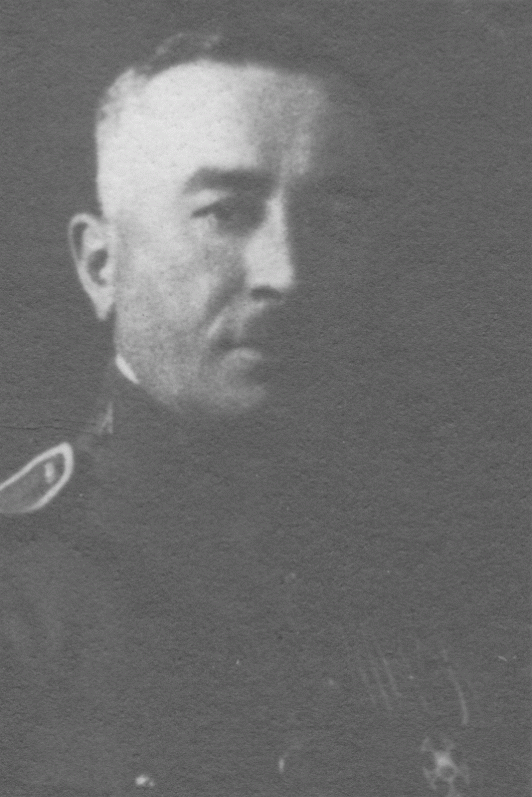
У званні підполковника як стажер Військової школи в Празі, 1922/1923 рік випуску.

Народився в сім'ї Франтишека Сватека (вчителя в Доморадіце) та його дружини Юліани, народженої Ханзікової. Під час Першої світової війни потрапив у полон на російському фронті як лейтенант австро-угорської армії у вересні 1914 року. У чехословацьких легіонах закінчив офіцерську школу і поступово був підвищений до звання підполковника. Повернувся до Чехословаччини у 1920 році. Потім він обіймав різні командні посади в Першій чехословацькій армії, в 1922 році був призначений заступником командира в Границе. З 1935 по 1938 рік — командир 12-ї дивізії в Ужгороді. У березні 1939 р. командував обороною проти угорських сил у Карпатській Україні, а після поразки відступив у Румунію і організував евакуацію чехословацького населення, яке не хотіло залишатися під мадярами.
У березні 1939 р., на початку німецької окупації, він був одним з засновників військової організації підпільного опору «Оборона нації» і обіймав посаду командира Регіонального військового командування Праги на південному заході.
4 вересня 1941 року був заарештований гестапо у садку свого будинку на вулиці Над Колкоу. Під час воєнного стану, 1 жовтня, його засудили до смертної кари та стратили в казармі Рузине .

## Меморіальні місця
- Меморіал загиблим та розстріляним випускникам Військового університету перед будівлею Міністерства оборони Чехії
- Меморіальна дошка в церкві святих Фабіана і Себастьяна в Празі 6
- Вулиця Сваткова в Празі, 5 — Сміхов (з 1947)